# Société Ivoirienne de Raffinage
Societe Ivoirienne de Raffinage oder kurz SIR ist die staatliche Erdölraffineriegesellschaft der Elfenbeinküste. Sie wird von Laurent Otto Zirignon geleitet (Februar 2011). Die staatliche angolanische Ölgesellschaft Sonangol ist als Partner an der SIR beteiligt.
In Port-Bouët befinden sich mehrere Raffinerien der SIR.

## Geschichte
Anfang 2011 war die SIR von den Sanktionen der EU gegen ivorische Unternehmen betroffen, da sie in der Regierungskrise nach den Wahlen 2010 Laurent Gbagbo mit Mitteln versorgte. Außerdem beschloss der Schweizer Bundesrat am 19. Januar 2011 alle möglichen Vermögenswerte von SIR in der Schweiz mit sofortiger Wirkung zu sperren. Als Grund wurde: „Trägt zur Finanzierung der unrechtmässigen Regierung von Laurent Gbagbo bei.“ angegeben.